# On This Winter's Night
On This Winter's Night là album phòng thu thứ tư và cũng là album Giáng sinh đầu tiên của ban nhạc đồng quê Lady Antebellum. Album được phát hành vào ngày 22 tháng 10 năm 2012 bởi hãng đĩa Capitol Nashville. Trong album có 6 ca khúc đã từng xuất hiện trong EP Giáng sinh năm 2010 của ban nhạc, A Merry Little Christmas.

## Thành công thương mại
Đến ngày 5 tháng 12 năm 2012, album đã được tiêu thụ hơn 217,000 bản trên toàn nước Mỹ.
Đến ngày 14 tháng 12 năm 2012, album đã được chứng nhận đĩa Vàng với doanh số 500,000 bản được tiêu thụ ở Mỹ.

## Danh sách ca khúc
| STT | Nhan đề                                  | Sáng tác                                                 | Thời lượng |
| --- | ---------------------------------------- | -------------------------------------------------------- | ---------- |
| 1.  | "A Holly Jolly Christmas"                | Johnny Marks                                             | 2:03       |
| 2.  | "Christmas (Baby Please Come Home)"      | Jeff Barry, Ellie Greenwich, Phil Spector                | 3:09       |
| 3.  | "All I Want for Christmas Is You"        | Mariah Carey, Walter Afanasieff                          | 3:35       |
| 4.  | "I'll Be Home for Christmas"             | Kim Gannon, Walter Kent, Buck Ram                        | 3:20       |
| 5.  | "This Christmas"                         | Nadine McKinnor, Donny Pitts                             | 3:19       |
| 6.  | "The First Noël"                         | Traditional                                              | 3:23       |
| 7.  | "On This Winter's Night"                 | Hillary Scott, Charles Kelley, Dave Haywood, Tom Douglas | 4:01       |
| 8.  | "Let It Snow! Let It Snow! Let It Snow!" | Sammy Cahn, Jule Styne                                   | 2:33       |
| 9.  | "Have Yourself a Merry Little Christmas" | Ralph Blane, Hugh Martin                                 | 4:09       |
| 10. | "Silent Night (Lord of My Life)"         | Franz Xaver Gruber, Josef Mohr                           | 3:11       |
| 11. | "Blue Christmas"                         | Billy Hayes, Jay W. Johnson                              | 3:28       |
| 12. | "Silver Bells"                           | Jay Livingston, Ray Evans                                | 4:59       |

## Xếp hạng
| Bảng xếp hạng (2012)            | Vị trí cao nhất |
| ------------------------------- | --------------- |
| Australian ARIA Albums Chart    | 71              |
| Canadian Albums Chart           | 5               |
| US Billboard 200                | 8               |
| US Billboard Top Country Albums | 2               |
| US Billboard Top Holiday Albums | 1               |

## Chứng nhận
| Quốc gia              | Chứng nhận |
| --------------------- | ---------- |
| Canada (Music Canada) | Vàng       |
| Hoa Kỳ (RIAA)         | Vàng       |